# Сан Вито (Пескара)
Сан Вито (итал. San Vito) је насеље у Италији у округу Пескара, региону Абруцо.
Према процени из 2011. у насељу је живело 84 становника. Насеље се налази на надморској висини од 706 м.